# Пекуљнејско језеро
Пекуљнејско језеро (рус. Пекульнейское озеро) је језеро у Русији. Налази се на територији Чукотке. Површина језера износи 435 km².